# Svenja Jung
Svenja Jung, född 28 maj 1993 i Weroth, är en tysk skådespelare.
Jung har bland annat medverkat i filmen Center of My World. Hon har även medverkat i TV-serierna Deutschland 89 och Crooks.

## Filmografi (i urval)
- 2016 – Center of My World
- 2020 – Deutschland 89 (TV-serie)
- 2024 – Crooks (TV-serie)
- 2025 – Fall for Me